# Joseph Randall Moorman
Joseph Randall Moorman ist ein amerikanischer Mediziner. Sein Spezialgebiet ist die Kardiologie.
Der Sohn des Englischprofessors Charles Wickliffe Moorman III erwarb seinen medizinischen Abschluss an der University of Mississippi an der School of Medicine.
Vom Juli 1985 bis zum August 1990 war er Assistent Professor an der University of Texas Medical Branch in Galveston im Bereich der inneren Medizin. Gleichzeitig forschte er am Baylor College of Medicine in Houston im Department of Molecular Physiology & Biophysics.
Seit 1990 ist er Professor an der University of Virginia in Charlottesville und praktizierender Arzt im Universitätsklinikum.
Im April 2014 wurde er mit dem Edlich-Henderson Innovator of the Year-Award der University of Virginia ausgezeichnet. Er entwickelte ein Tool zur Früherkennung von potenziell tödlichen Herz-Krankheiten bei Säuglingen.